# 24 Cancri
24 Cancri, som är stjärnans Flamsteed-beteckning, är en trippelstjärna, belägen i den mellersta delen av stjärnbilden Kräftan. Den har en kombinerad skenbar magnitud av ca 6,91 och kräver åtminstone en handkikare för att kunna observeras. Baserat på parallaxmätning inom Hipparcosuppdraget på ca 12,5 mas, beräknas den befinna sig på ett avstånd på ca 260 ljusår (ca 80 parsek) från solen. Den rör sig bort från solen med en heliocentrisk radialhastighet på ca 15 km/s.

## Egenskaper
Primärstjärnan 24 Cancri A är en gul till vit jättestjärna av spektralklass F0 III. Den har en radie som är ca 2,5 solradier och utsänder från dess fotosfär ca 13 gånger mera energi än solen vid en effektiv temperatur av ca 7 000 K.
Följeslagaren 24 Cancri B är i sig en dubbelstjärna med en huvudstjärna av spektralklass F7 V och skenbar magnitud 7,81 samt en omloppsperiod av ca 22 år.